# Аэроионы
Аэроионы — частицы[уточнить] атмосферного воздуха, несущие положительный или отрицательный заряд.
Молекулы газов, составляющих воздух, способны приобретать электрические заряды под воздействием множества различных факторов:
- Излучение радионуклидов, ультрафиолетовое и рентгеновское излучение, космические лучи.
- Атмосферное электричество, в том числе т. н. «тихие разряды» (например, у крон высоких деревьев или на вершинах гор), провоцируемые высокой напряжённостью электрического поля атмосферы.
- Высокая температура.
- Трение о твёрдые тела (иглы хвойных деревьев, снежные или песчаные поля) или о распыляющиеся капли быстро движущейся воды.

Повышенная ионизация воздуха наблюдается в горах, в глубине лесных массивов, вблизи водопадов или бурных рек, гейзеров, в зонах морского прибоя.
Аэроионы подразделяются на тяжёлые и лёгкие. Лёгкие аэроионы содержат один элементарный заряд. Тяжёлые аэроионы образуются  при столкновении лёгких ионов с более крупными частицами (влаги, пыли и т. п.) и оседании на них. Воздух считается тем чище, чем больше преобладание лёгких ионов над тяжёлыми.
Воздух, содержащий значительное количество лёгких аэроионов, способен оказывать положительное влияние на организм человека. На взаимодействии организма с аэроионами, полученными естественным либо искусственным путём, основан метод аэроионотерапии, относящийся к методам физиотерапевтического лечения.